# Gymnostomum pottsii
Gymnostomum pottsii là một loài Rêu trong họ Pottiaceae. Loài này được (Dixon) Sim mô tả khoa học đầu tiên năm 1926.